# Ruisseau de Broye
Pour les articles homonymes, voir Broye.
Le ruisseau de Broye est un cours d'eau du canton de Vaud, en Suisse.

## Hydronymie
L'origine du nom du ruisseau semblerait être similaire à l'une des possibles origines de celui de la Broye, rivière du même nom. Le nom viendrait du latin Brodia, dérivant du celtique Broda, signifiant la région ou la contrée. Ce serait donc un cours d'eau de la région.

## Géographie

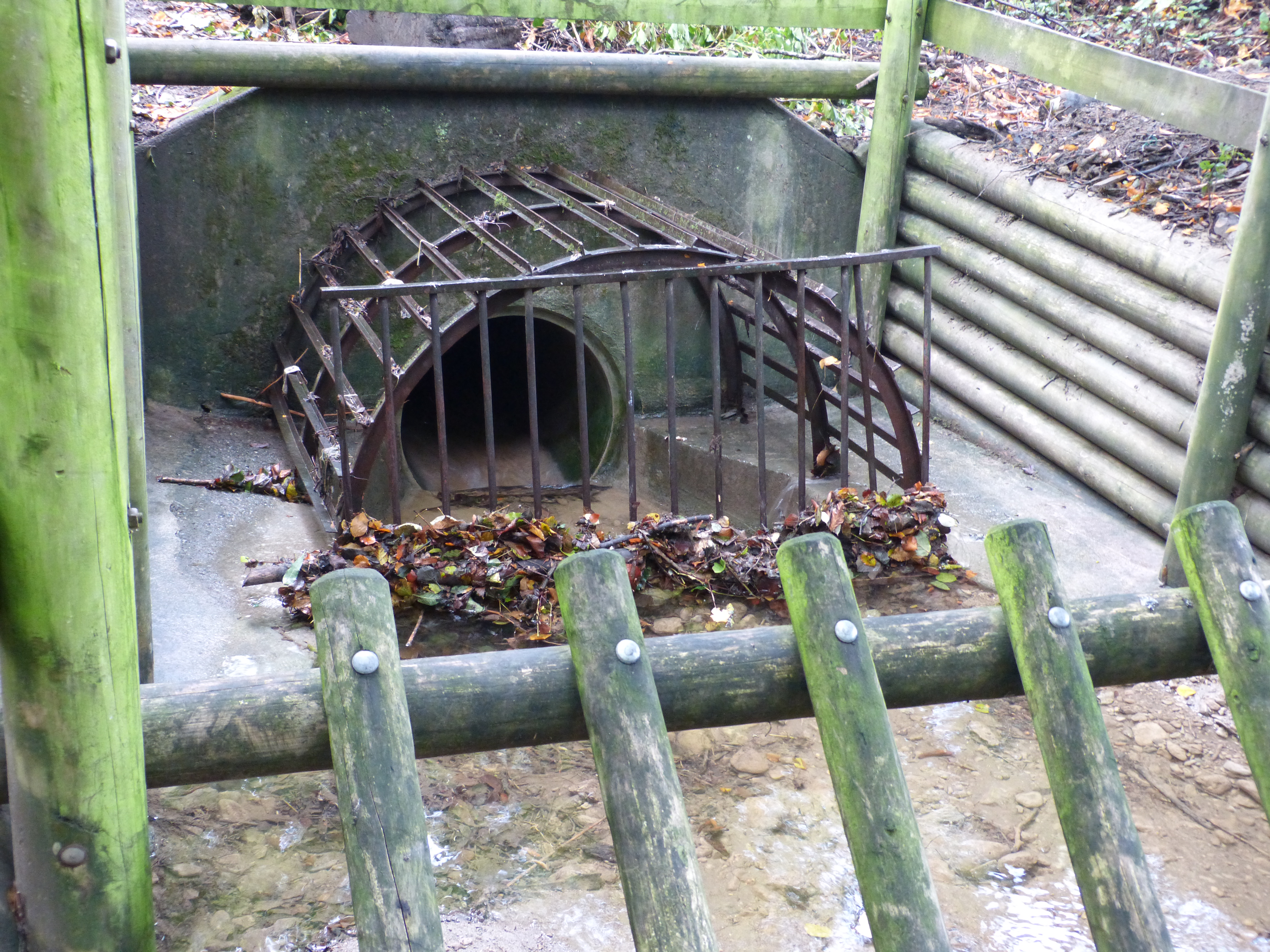
Entrée dans le canal souterrain, qu'il ne quittera plus jusqu'à sa résurgence ou il conflue dans la Mèbre.

Le ruisseau de Broye prend sa source à l'extrême sud du Gros-de-Vaud, dans un petit bois de la commune de Romanel-sur-Lausanne. Rapidement il marque la limite avec la commune de Jouxtens-Mézery puis avec celle de Prilly avant de rentrer totalement dans cette dernière. Il contourne alors par l'ouest l'hôpital de Cery puis part en direction du sud-ouest. Il passe alors sous la ligne de chemin de fer Lausanne – Bercher au nord de la halte de Cery-Fleur-de-Lys. Il continue en bordant la piscine et le cimetière de Prilly avant d'être canalisé et de disparaître sous terre après avoir coulé pendant 1,27 km à l'air libre, qu'il ne reverra qu'à sa toute fin. Il continue en direction du sud-ouest pour aller marquer la limite avec la commune de Renens. Il entre entièrement dans cette dernière et passe sous la ligne de chemin de fer Lausanne – Genève, peu avant la gare de Renens. Après avoir traversé la ligne ferroviaire, il part en direction de l'ouest jusqu'à atteindre la limite communale avec Écublens. Là, se situe son point de résurgence et de confluence dans la Mèbre.
Le ruisseau de Broye fait partie des 19,7 km2 du bassin versant de la Mèbre.

## Héraldique
Le ruisseau de Broye sert plusieurs fois de limite communale. Sa plus importante marque la limite entre les communes de Prilly et Renens. Cette dernière l'a fait figuré sur ses armoiries. En effet, si les armoiries de la commune de Renens ont pour base les émaux de l'évêque de Lausanne, soit le gueules et l'argent et reprennent la disposition des armoiries de la commune de Lausanne. La municipalité de Renens a décidé d'y ajouter les cours d'eau servant de limites communales pour se distinguer des armoiries de Lausanne.
Les armoiries de Renens se blasonnent donc de la sorte : de gueules à deux pals ondés d’argent, au chef du même, les rivières sont représentées par des pals car la commune est délimitée à l'ouest par la Mèbre et à l'est par le ruisseau de Broye.

Armoiries de la commune de Renens.